# Сельцо (Ярославский район)
Сельцо — деревня в Ярославском районе Ярославской области. Входит в состав Заволжского сельского поселения.

## География
Находится в восточной части Ярославской области на расстоянии приблизительно 26 км на север-северо-восток по прямой от станции Филино.

## История
В 1859 году здесь (деревня Даниловского уезда Ярославской губернии) было учтено 8 дворов , в 1898 — 9.

## Население
Численность населения: 61 человек (1859 год), 2 (русские 100 %) в 2002 году, 0 в 2010.